# Jack Elmer Drummond
Jack Elmer Drummond, kanadski letalski častnik, vojaški pilot in letalski as, * 3. januar 1897, Carleton Place, Ontario, † 29. januar 1979, Ottawa, Ontario.
Stotnik Drummond je v svoji vojaški službi dosegel 6 zračnih zmag.

## Življenjepis
Med prvo svetovno vojno je bil sprva pripadnik 22. eskadrilje Kraljevega letalskega korpusa, nato pa je bil februarja 1918 premeščen k 48. eskadrilji.
Do 25. junija 1918, ko je bil ranjen, je dosegel 6 zmag, vse s Bristol Fighter.